# علي بابا (مقاطعة فسا)
علي بابا (بالإنجليزية: Tolombeh-ye Ali Baba Nakuiyan)‏ هي human-geographic territorial entity تقع في فارس في إيران.